# عبدالعلی چنگیز
عبدالعلی چنگیز بازیکن سابق و از پیشکسوتان باشگاه استقلال تهران است.

## زندگی‌نامه
عبدالعلی چنگیز متولد ۱۳۳۶ اصفهان (منطقه چهار باغ) است فوتبالش را با تیم برق اصفهان آغاز کرده و سپس در دارایی اصفهان پیگیری کرد. در این تیم بجز عبدالعلی چنگیز، علیرضا رحیمی، حسین چرخابی، احمد مقدسی پور، هوشنگ سورانی و … حضور داشتند. عبدالعلی چنگیز در آن زمان یک جوان ۱۵ ساله بود.
عبدالعلی چنگیز در تیم اصفهان گل دوم پیروزی تیمش را بثمر رساند.
ذوب آهن اصفهان مقصد بعدی او بود. ولادیمیر لیادین مربی ذوب آهن او را پسندید. چنگیز در دهه شصت به عضویت استقلال تهران درآمد.
او جزو ۱۴ نفری بود که در سال ۶۵ و هنگام بازی‌های آسیایی ۱۹۸۶ در اعتراض به کادر فنی تیم ملی، از این تیم استعفا داد. پس از این استعفا او نه ماه از حضور در میادین محروم شد و دیگر به تیم ملی بازنگشت.

## افتخارات
- قهرمانی جام باشگاه‌های تهران ۱۳۶۲ به همراه باشگاه فوتبال استقلال تهران
- قهرمانی جام باشگاه‌های تهران ۱۳۶۴ به همراه باشگاه فوتبال استقلال تهران
- نایب قهرمانی جام باشگاه‌های تهران ۱۳۶۹ به همراه  باشگاه فوتبال استقلال تهران
- قهرمانی جام باشگاه‌های تهران ۱۳۷۰ به همراه باشگاه فوتبال استقلال تهران
- قهرمانی لیگ آزادگان ۷۱–۱۳۷۰ به همراه باشگاه فوتبال استقلال تهران
- قهرمانی جام باشگاه‌های آسیا ۱۹۹۰-۹۱ به همراه باشگاه فوتبال استقلال تهران
- نایب قهرمانی جام باشگاه‌های آسیا ۱۹۹۱ به همراه باشگاه فوتبال استقلال تهران
- قهرمانی جام امیر قطر فصل ۸۷-۱۹۸۶ به همراه باشگاه ورزشی الاهلی قطر
- قهرمانی جام امیر قطر فصل ۸۹-۱۹۸۸ به همراه باشگاه ورزشی العربی قطر
- قهرمانی جام امیر قطر فصل ۹۰-۱۹۸۹ به همراه باشگاه ورزشی العربی قطر

افتخارات ملی
قهرمانی بازی‌های آسیایی ۱۹۹۰
نایب قهرمانی جام ملت های آسیا آفریقا ۱۹۹۱